# Hegyi Zoltán Imre
Hegyi Zoltán Imre (Székesfehérvár, 1967. november 7. –) író, költő, kritikus, blogger.

## Művei
- Első hangon – Fiatal írók szépirodalmi antológiája (másokkal közösen, Új Bekezdés Irodalmi Alkotócsoport és Művészeti Egyesület, 1993, ISBN 9638073020)
- Zárójelekben (verselemzések, Napút-füzetek 89. Napkút Kiadó, 2014, ISBN 9789632634517)
- Tibikönyv, avagy Minden a lélek! (Jakab Istvánnal, Kállay Kotász Zoltánnal és Szentmiklósi Tamással közösen, Műpártolók Egyesülete, 2014, ISBN 9789631213799)
- Egyedülegyütt, mindigderűvel (társszerzőkkel közösen, Műpártolók Egyesülete, 2016, ISBN 9786158059800)
- shizoo (versek, Cédrus Művészeti Alapítvány, 2017, ISBN 9786158068628)
- mit is tanultam – négy kvartett (versek, Cédrus Művészeti Alapítvány, 2019, ISBN 9786158126878)
- Futártempó (versek, Dr. Kotász Könyvkiadó, Bp., 2021, ISBN 9786158171632)
- Útravallók – Szerkesztők versantológiája (Cédrus Műhely Alapítvány, 2022, ISBN 9786156180520)
- Tkp. ugyanaz (versek, Dr. Kotász Könyvkiadó, Bp., 2023, ISBN 9786158214889)
- A Vadak identitása (versek, Dr. Kotász Könyvkiadó, Bp., 2024, ISBN 9786158248907)